# Lan Medina
 (novembre 2018).
Pour les articles homonymes, voir Medina.
Lan Medina, de son vrai nom Rolando Medina, né le 22 décembre 1961, est un dessinateur de comics philippin.

## Œuvre
- Avengers, Panini Comics, collection Marvel Comics
  1.  Créatures Féroces, scénario d'Ed Brubaker, Cullen Bunn, Alex Irvine et Brian Michael Bendis, dessins de Lan Medina, Alessandro Vitti, Alan Davis et Renato Guedes, 2012  (ISBN 978-2-8094-2769-1)
- Castle, scénario de Brian Michael Bendis et Kelly Sue DeConnick, dessins de Lan Medina, Panini Comics, collection 100% Marvel
  1. La Dernière Aube, 2012  (ISBN 978-2-8094-2561-1)
- Deathlok - Fait pour la guerre, scénario de Charlie Huston, dessins de Lan Medina, Panini Comics, collection 100% Marvel, 2013  (ISBN 978-2-8094-3137-7)
- Destination finale, scénario de Mike Kalvoda, dessins de Lan Medina, Wetta WorldWide
  1. Acte I, 2008  (ISBN 978-2-353-09025-9)
- Fables, scénario de Bill Willingham, Semic, collection Semic Books pour les deux premiers tomes puis Panini Comics collection 100% Vertigo
  1. Légendes en exil, dessins de Lan Medina, 2004  (ISBN 2-84857-056-3)
  2.  Romance, dessins de Lan Medina, Mark Buckingham, Bryan Talbot et Linda Medley, 2007  (ISBN 978-2-8094-0025-0)
  3.  Les Royaumes, dessins de Lan Medina, Mark Buckingham et David Hahn, 2009  (ISBN 978-2-8094-0674-0)
- Foolkiller, Panini Comics, collection Max Comics
  1. Au paradis des fous, scénario de Gregg Hurwitz, dessins de Lan Medina, 2009  (ISBN 978-2-8094-0682-5)
- Marvel Heroes Extra, Panini Comics, collection Marvel Comics
  1.  Thor : ciel et terre, scénario de Paul Jenkins, dessins de Lan Medina, Pascal Alixe, Mark Texeira et Ariel Olivetti, 2012  (ISBN 978-2-8094-2715-8)
- Punisher, Panini Comics, collection Max Comics
  1.  Le Faiseur de veuves, scénario de Garth Ennis, dessins de Lan Medina, 2008  (ISBN 978-2-8094-0383-1)
- Silver Surfer, Marvel France, collection 100% Marvel
  1.  Révélations, scénario de Dan Chariton, dessins de Lan Medina, 2005  (ISBN 2-84538-490-4)
- Spider-Man, scénario de Brian Michael Bendis, Panini Comics, collection Marvel Ultimate
  1.  La Mort de Spider-Man (Prélude), dessins de Lan Medina, Sara Pichelli, Elena Casagrande, Edgar Tadeo et David Lafuente, 2011  (ISBN 978-2-8094-2279-5)
- Spider-Man Universe, Panini Comics, collection Marvel Kiosque
  1.  Sur la route, scénario de Rick Remender, dessins de Lan Medina et Stefano Caselli, 2012  (ISBN 978-2-8094-2911-4)
  2. Venom, scénario de Rick Remender et Cullen Bunn, dessins de Lan Medina et Kev Walker, 2013  (ISBN 978-2-8094-3219-0)
  3. Les Monstres du Mal, scénario de Rick Remender et Cullen Bunn, dessins de Lan Medina, Thony Silas, Decan Shalvey et Robert Q. Atkins, 2013  (ISBN 978-2-8094-3397-5)
- X-Men Hors série, Panini Comics
  1. Le Retour du Messie : Prélude, scénario de Duane Swierczynski, dessins de Lan Medina, Denys Cowan, Alejandro Garza, Giancarlo Caracuzzo, Gabriel Guzman, Humberto Ramos et Paul Gulacy, 2011  (ISBN 978-2-8094-1873-6)

## Récompenses
- 2003 : Prix Eisner de la meilleure histoire à suivre pour Légendes en exil (Fable n°1-5, avec Steve Leialoha et Bill Willingham)
- 2003 : Prix Eisner de la meilleure nouvelle série pour Fables (avec Mark Buckingham, Steve Leialoha et Bill Willigham)